# Sökordsstatistik
För andra betydelser, se Zeitgeist.
Zeitgeist, eller sökordsstatistik, är försök att spåra trender i tiden genom att se vilka ord som används mest på en sökmotor på Internet under en viss tidsperiod. Ofta används sökordsstatistik tillsammans med andra uppgifter, till exempel om tidningsomnämnanden eller reklamkampanjer, för att få ett mått på medialt genomslag. 